# 索波特

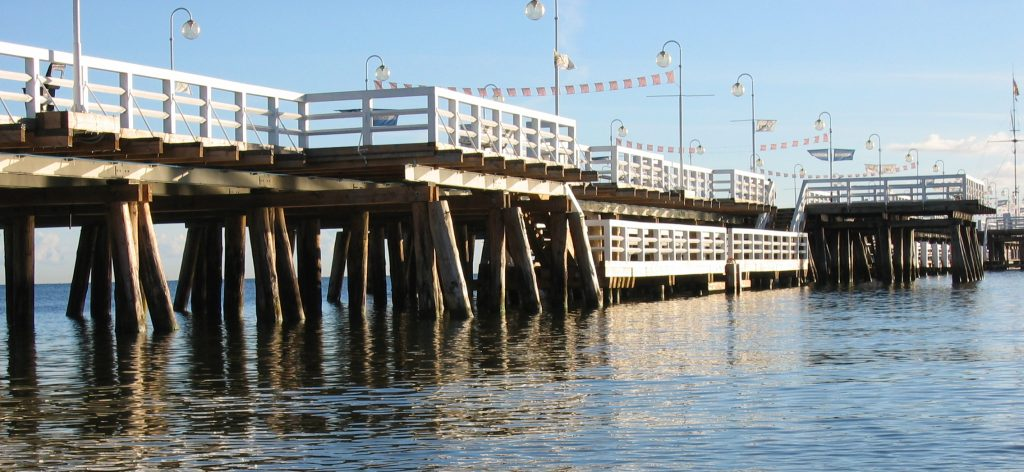
索波特栈桥，欧洲最长的木栈桥，离岸450米，总长650米

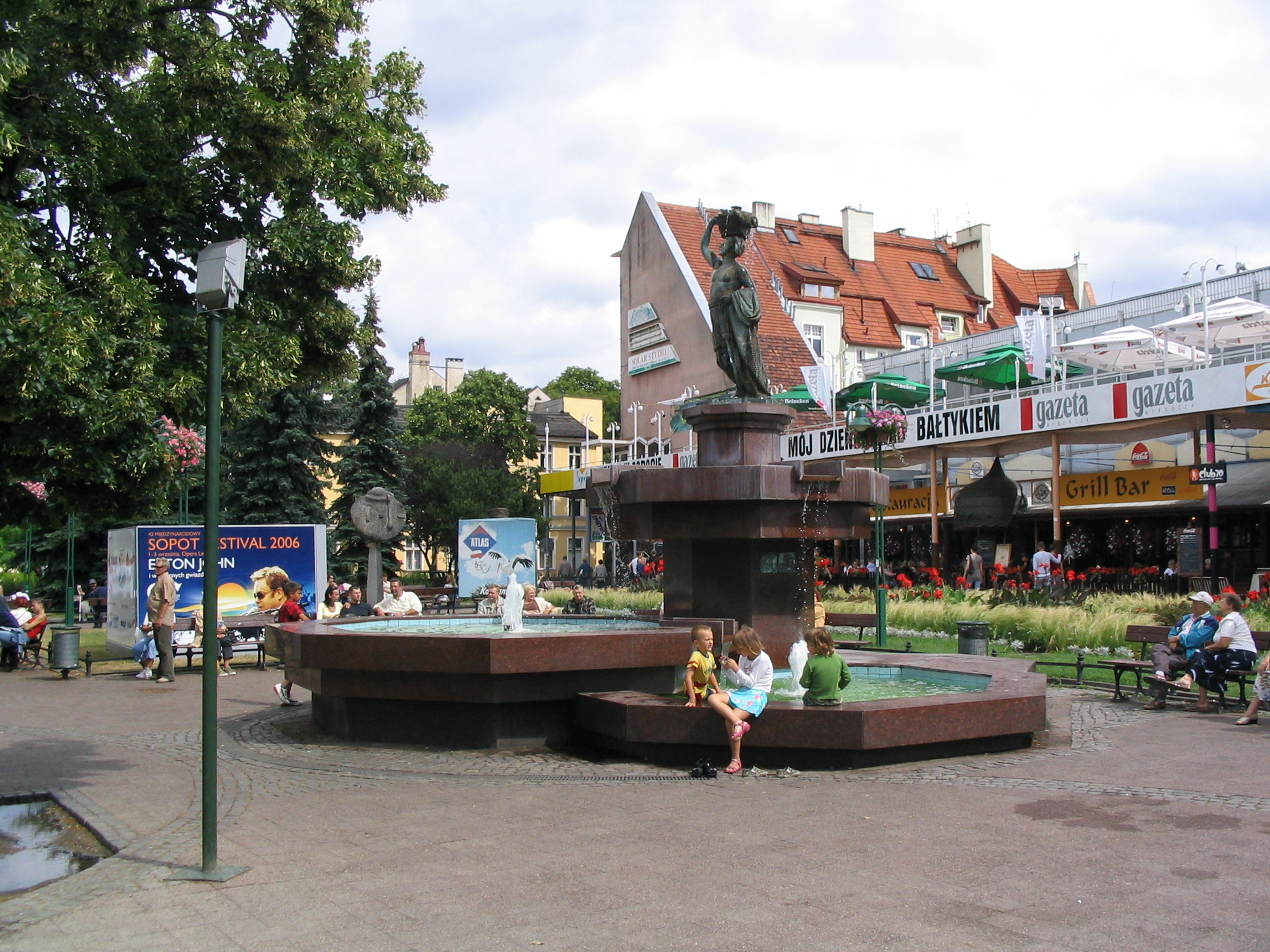
广场上的喷泉

索波特（波蘭語：Sopot）是波兰北部濱海省的一个海滨城镇，位于波罗的海南岸，大约有3.2萬名居民。该市和格但斯克、格丁尼亚组成的波蘭三联市名列波兰第四大都会区。
索波特是一个旅遊胜地，以欧洲最长的木栈桥（515.5米）著称，在上面可以看见格但斯克湾。该市还以闻名欧洲的索波特国际歌唱节著称。

## 交通
索波特没有自己的公共交通系统，而是由格丁尼亚和格但斯克的无轨电车和公车线路、通勤铁路以及国家铁路所覆盖。

## 外部链接

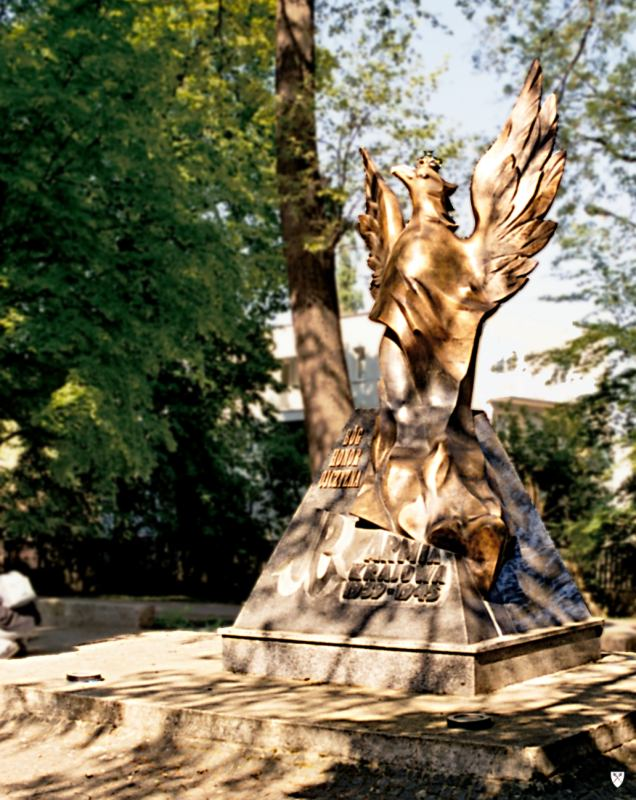
家鄉軍紀念碑
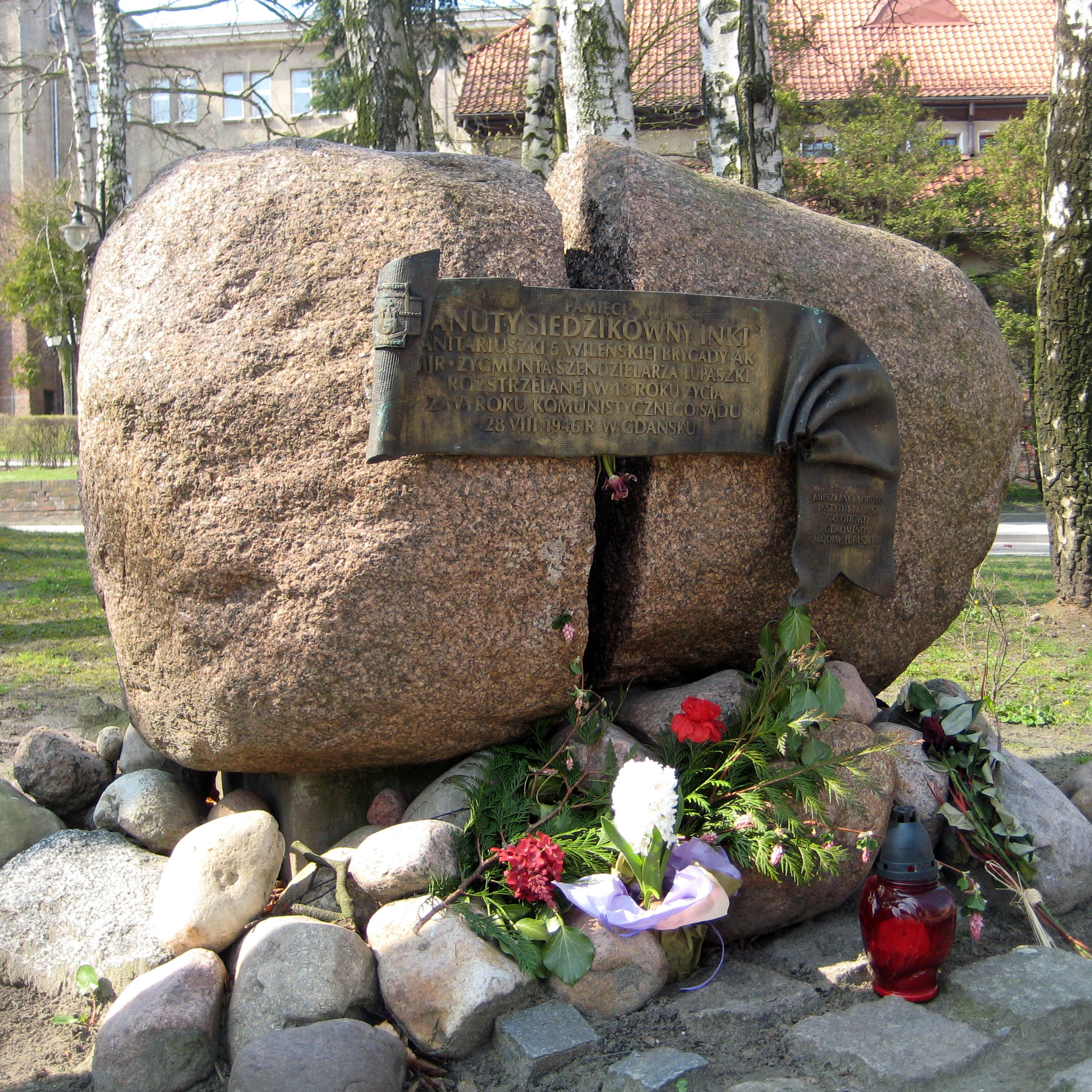
Danuta Siedzikówna紀念碑

## 友好城市
- 德国 弗兰肯塔尔
- 德国 拉策堡
- 瑞典 卡爾斯港
- 英国 绍森德
- 丹麦 奈斯特韋茲
- 以色列 亚实基伦
- 波蘭 扎科帕内
- 波蘭 米亞斯特科